# Патара-Гондрио
Патара-Гондрио (груз. პატარა გონდრიო, арм. Փոքր Գոնդուրա) — село в Грузии, на территории Ниноцминдского муниципалитета края (мхаре) Самцхе-Джавахети.

## География
Село находится в южной части Грузии, в пределах Ахалкалакского плоскогорья, на левом берегу реки Мурджахетисцкали (левый приток Паравани), на расстоянии приблизительно 8 километров (по прямой) к западо-северо-западу от города Ниноцминда, административного центра муниципалитета. Абсолютная высота — 1805 метров над уровнем моря.

## Население
По результатам официальной переписи населения 2014 года, в Патара-Гондрио проживало 533 человека (275 мужчин и 258 женщин). В национальной структуре населения армяне составляли 99,8 %, грузины — 0,2 %.
| Год  | Население, человек |
| ---- | ------------------ |
| 2002 | 658                |
| 2014 | ↘ 533              |